# Eric Nillson
Eric Nillson (i riksdagen kallad Nillson i Södertälje), född 19 september 1856 i Torsås församling, död 10 januari 1926 i Södertälje, var en svensk järnhandlare och politiker (lantmanna- och borgarepartiet).
Eric Nillson var riksdagsledamot i andra kammaren för Stockholms läns södra valkrets 1916–1917. Han är begravd på Södertälje kyrkogård.